# Boek van de Liang
Het Boek van de Liang of Liangshu is een van de boeken uit de Vierentwintig Geschiedenissen, de verzameling officiële geschiedenissen van Chinese keizerlijke dynastieën. Het boek is gepresenteerd in 636 en beschrijft de geschiedenis van de Liang-dynastie (502-557), een van de Zuidelijke Dynastieën.

## Ontstaan
Yao Silian (姚思廉, 557-637) werd in 628 benoemd tot 'Redacteur in de Keizerlijke Archieven' (Zhuzuo Lang,著作郎). Nadat hij in 622 al opdracht had gekregen tot het samenstellen van de Chenshu kreeg hij in 629 van keizer Taizong opdracht om een geschiedenis van de Liang-dynastie samen te stellen. Zo kon hij het werk van Yao Cha (姚察, 533-606), zijn in 606 gestorven vader, afmaken. Die was reeds onder de Sui-dynastie begonnen met het ontwerpen van geschiedenissen van beide dynastieën. Yao Silian voltooide de Liangshu in 635. Het werk werd in 636 gepresenteerd, tegelijk met het eveneens door hem samengestelde Boek van de Chen.

## Inhoud
De Liangshu bevat 56 juan en volgt de indeling van de Shiji en de Hanshu, zij het dat slechts twee van de vijf mogelijke categorieën daadwerkelijk zijn gebruikt:
| dynastieke geschiedenis | benji (annalen) | shijia (erfelijke geslachten | biao (tabellen) | shu (verhandelingen | liezhuan (biografieën) | Totaal aantal juan |
| ----------------------- | --------------- | ---------------------------- | --------------- | ------------------- | ---------------------- | ------------------ |
| Liangshu                | 6               | -                            | -               | -                   | 50                     | 56                 |

De catalogus van de keizerlijke bibliotheek staat vermeld in 'yuan' 49 en 50 (wenxue, 文學, 'tuin der literaten') en geeft een goed inzicht in de bloeiende literatuur tijdens de Liang-dynastie.

## Chinese tekst
- 姚思廉, 《梁書》(56卷), 北京 (中華書局), 1973 (Yao Silian, Liangshu (56 juan), Beijing (Zhonghua shu ju), 1973), 3 delen, 870 pp.

Herdrukt 1999, ISBN 9787101021288. De Zhonghua uitgave van de Vierentwintig Geschiedenissen is de meest gebruikte uitgave. De teksten zijn voorzien van leestekens, ingedeeld in paragrafen en geschreven in traditionele karakters.